# Ігнатіус ван Світен
Ігнатіус ван Світен (нід. Ignace van Swieten, * 5 січня 1943, Семаранг — † 4 травня 2005, Гран-Канарія) — нідерландський футбольний арбітр, арбітр ФІФА з 1983 по 1990 рік. Був першим арбітром в голландському професійному футболі, який публічно заявив про свою гомосексуальність.

## Біографія
Ван Світен народився в японському таборі для військовополонених неподалік від Семаранга в голландській Ост-Індії.
Починаючи з 1976 року судив матчі вищого дивізіону країни і в 1983 році став арбітром ФІФА. У 1980-х роках він входив в число найкращих арбітрів своєї країни і був обраний арбітром року у 1984 році.
Його кар'єра була раптово припинена в 1990 році, коли його жорстоко молотком побив наркоман у своєму будинку, якому він допомагав в рамках реабілітації. Королівська футбольна асоціація Нідерландів (KNVB) призначила ван Світена почесним членом у 1991 році.
Останніми роками працював у KNVB як викладач футболу в Академії. Серед іншого, він проводив курси арбітрів у Суринамі, Нідерландських Антилах, Кенії та Замбії.
У березні 2005 року здоров'я ван Світена погіршилося під час перебування в Кенії. Він поїхав в Гран-Канарію для відпочинку, але помер там 4. травня 2005 року у віці 62 років.